# Dieter Weidenfeld
Dieter Weidenfeld (* 1930 in Köln) ist ein deutscher Soziologe, Musikmanager und Medienberater.

## Leben und Wirken
Nach bestandenem Abitur studierte Dieter Weidenfeld u. a. Volkswirtschaftslehre und beendete sein Studium als Diplom-Soziologe. Er arbeitete als Regisseur, Moderator bei Radio Luxemburg, Schauspieler und Musikproduzent. Er betreute u. a. Gilbert Bécaud, Peter Kraus, Rex Gildo und Howard Carpendale. Im Jahre 2023 war Weidenfeld Manager des Schlagersängers Matthias Reim.
Weidenfeld ist verheiratet und hat eine Tochter.

## Regie (Auswahl)
- 2024 : Glenn – naissance d’un prodige von Ivan Calbérac, Teamtheater[11]

## Schauspieler (Auswahl)
- Niemand weint für immer[12]

## Auszeichnungen (Auswahl)
- 2017 Live-Entertainment-Award, Preis für das Lebenswerk